# Groot Kruisstede
Groot Kruisstede of Groote Kruisstee, vroeger kortweg Kruisstee genoemd, is een boerderij ten zuidwesten van Usquert in de Nederlandse provincie Groningen. De boerderij was vroeger mogelijk een steenhuis en ging in 1474 als voorwerk samen met de rest van de proosdij Usquert over in handen van het Rottumse klooster Juliana. De huidige boerderij heeft een 16e-eeuws voorhuis en is nog deels omgracht.

## Sage
Volgens een sage heeft deze boerenplaats zijn naam op de volgende manier gekregen:
Lang geleden, toen er nog geen dijken waren, zag iemand op zondag op het wad twee enorme zwanen zwemmen. Ze hadden een donker ding bij zich, dat ze tussen zich in vooruitduwden. Toen ze aan land kwamen, bleek het een houten kruis te zijn. De zwanen vlogen weg en de mensen overlegden wat ze moesten doen. Ze wilden op het punt een kerk bouwen, maar daar op de rand van de kwelder kon dat niet. Toen hebben ze het kruis laten verslepen door twee witte ossen. Die gingen er al even voorzichtig mee om als de zwanen. De ossen kenden het pad en hielden pas stil voor het klooster Wijtwerd. Zo is het kruis in het klooster gekomen en de plek waar de zwanen aan land kwamen was Kruisstee, waar later de boerderij is gekomen.

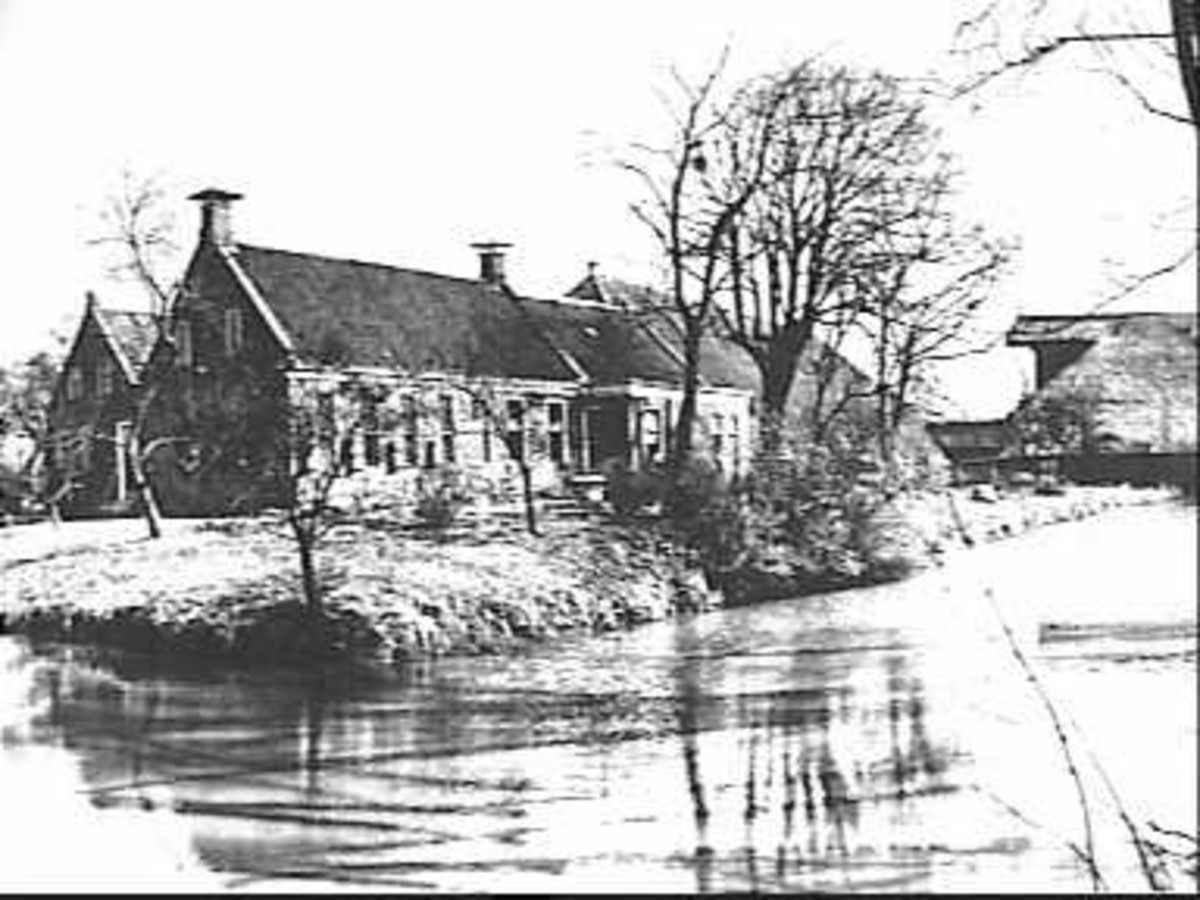
De boerderij in 1939.
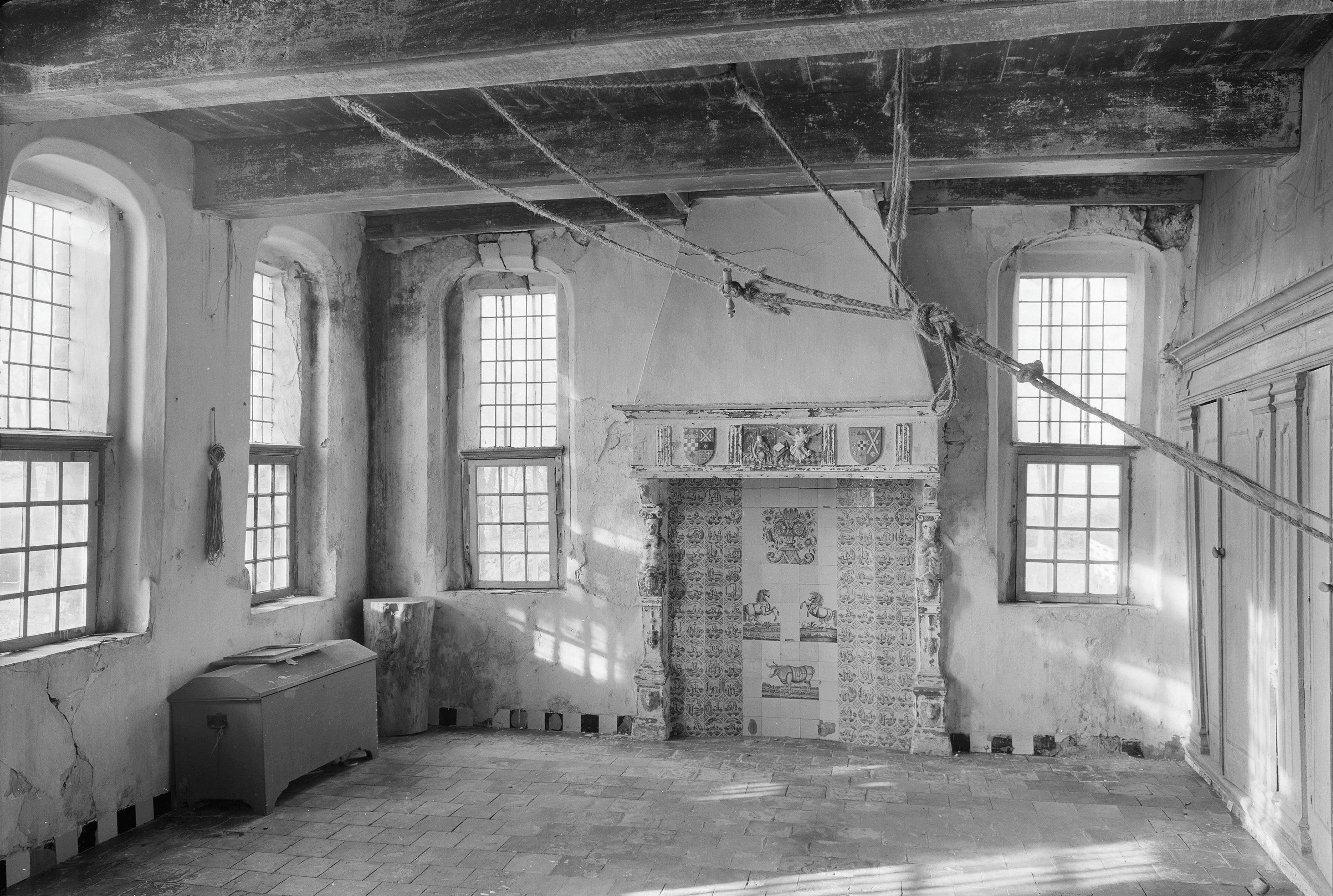
Het voorhuis met kloostervensters en schouw.
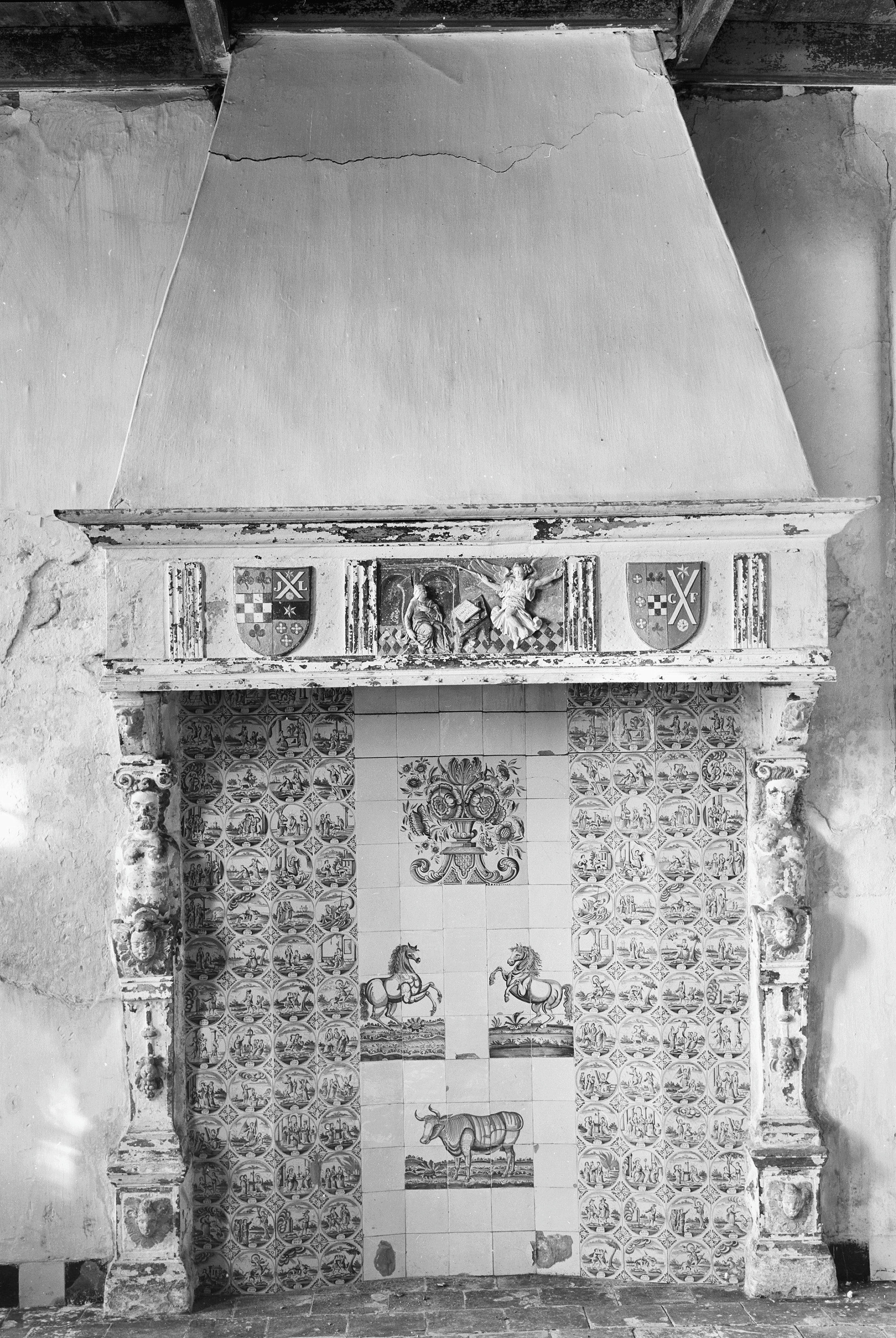
Schouw uit de 17e eeuw in het voorhuis met twee wapenschilden en een voorstelling van de verkondiging.
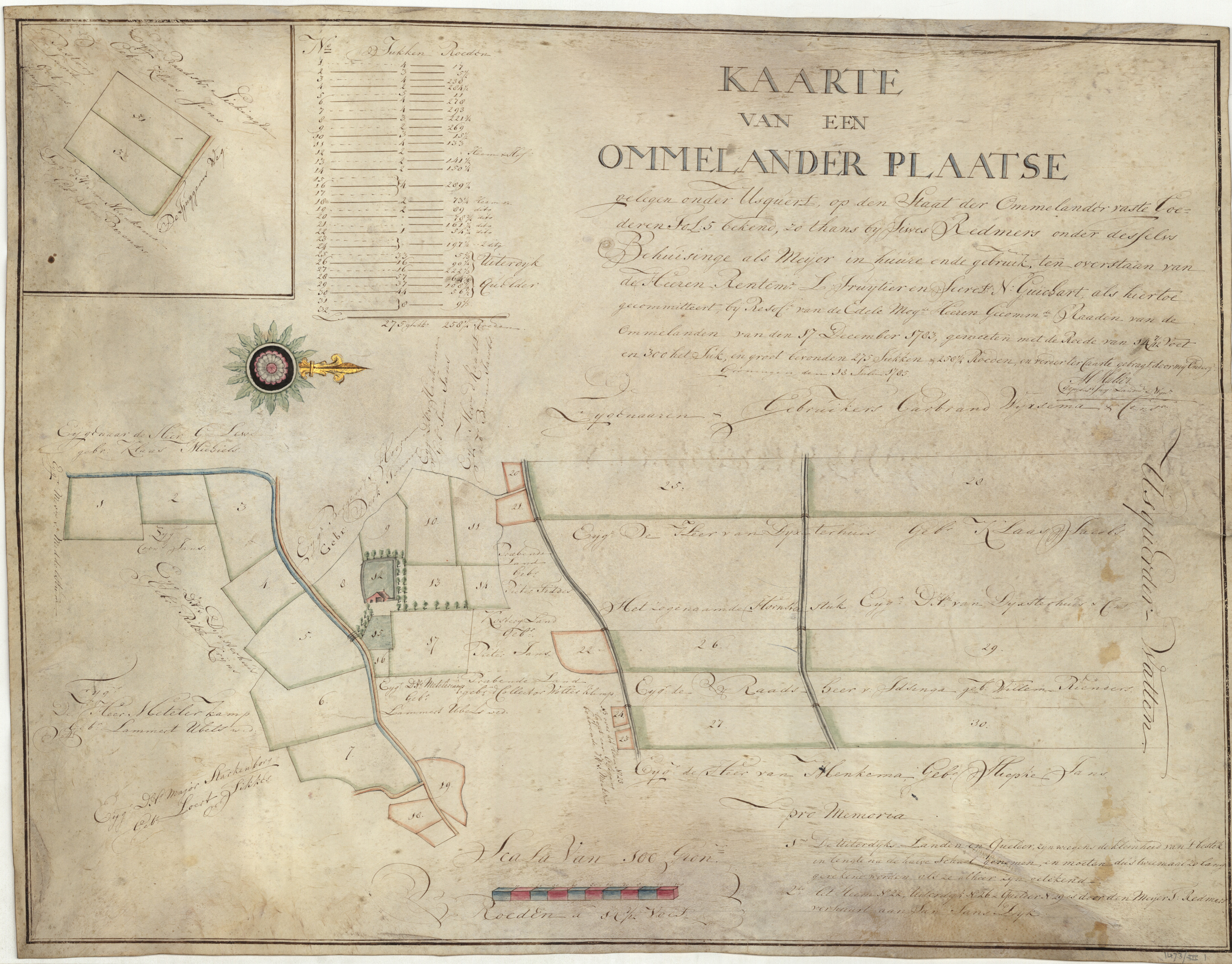
Kaart uit 1785 met de omvang van de landerijen die bij de boerderij hoorden.
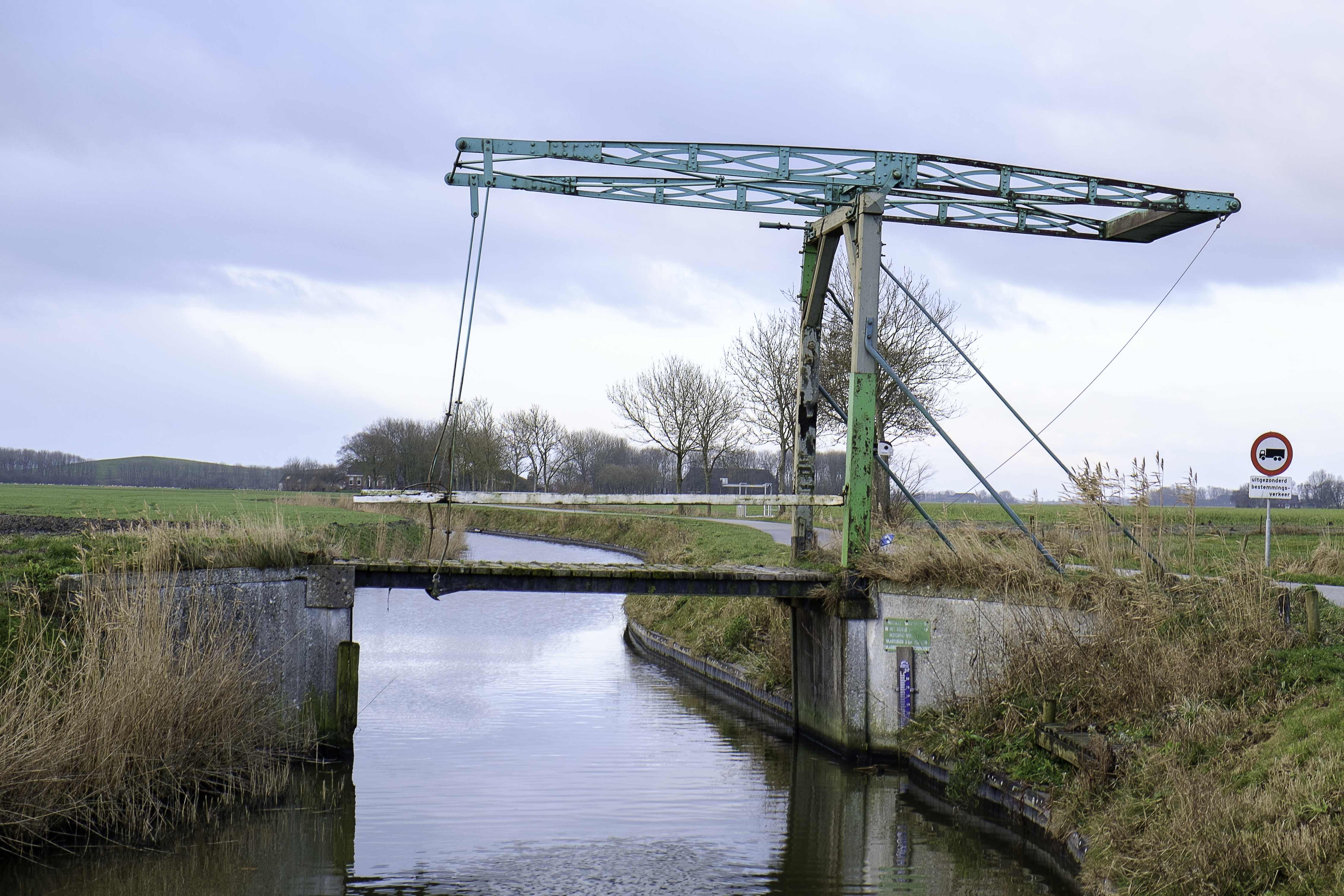
De monumentale ophaalburg "Kruisstedeklap" direct ten zuidoosten van de boerderij.